# Каменушка (приток Уксуная)
Каменушка (в верховье Татарка) — река в Алтайском крае России. Устье реки находится в 18 км по левому берегу реки Уксунай. Длина реки составляет 43 км. Площадь водосборного бассейна — 318 км².
Река покрыта льдом с начала ноября до начала апреля. Притоки — Бражиха, Топтушка.

## Данные водного реестра
По данным государственного водного реестра России относится к Верхнеобскому бассейновому округу, водохозяйственный участок реки — Чумыш, речной подбассейн реки — Обь от впадения Чулыма без Томи. Речной бассейн реки — (Верхняя) Обь до впадения Иртыша.